# Fussball Club Vaduz 2015-2016
Questa voce raccoglie le informazioni riguardanti il Fussball Club Vaduz nelle competizioni ufficiali della stagione 2015-2016.

## Stagione
Nella stagione 2015-2016 il Vaduz, allenato da Giorgio Contini, concluse il campionato di Super League all'8º posto. In Europa League il Vaduz fu eliminato al secondo turno di qualificazione dal Midtjylland. Nella Coppa del Liechtenstein il Vaduz vinse la finale con lo Schaan.

## Rosa
| N. |                          | Ruolo | Calciatore          |
| -- | ------------------------ | ----- | ------------------- |
| 1  | Liechtenstein (bandiera) | P     | Peter Jehle         |
| 2  | Svizzera (bandiera)      | D     | Marvin Pfründer     |
| 3  | Svizzera (bandiera)      | D     | Simone Grippo       |
| 4  | Liechtenstein (bandiera) | D     | Daniel Kaufmann     |
| 5  | Svizzera (bandiera)      | D     | Levent Gülen        |
| 7  | Albania (bandiera)       | A     | Albion Avdijaj      |
| 8  | Italia (bandiera)        | C     | Diego Ciccone       |
| 9  | Austria (bandiera)       | A     | Manuel Sutter       |
| 10 | Marocco (bandiera)       | C     | Ali Messaoud        |
| 10 | Argentina (bandiera)     | A     | Gonzalo Zárate      |
| 11 | Liechtenstein (bandiera) | D     | Franz Burgmeier     |
| 13 | Svizzera (bandiera)      | C     | Pascal Schürpf      |
| 14 | Svizzera (bandiera)      | D     | Thomas Fekete       |
| 15 | Svizzera (bandiera)      | P     | Christian Baldinger |
| 16 | Svizzera (bandiera)      | C     | Moreno Costanzo     |
| 17 | Svizzera (bandiera)      | D     | Joel Untersee       |

| N. |                          | Ruolo | Calciatore             |
| -- | ------------------------ | ----- | ---------------------- |
| 17 | Svizzera (bandiera)      | C     | Marco Mathys           |
| 19 | Svizzera (bandiera)      | D     | Nick von Niederhäusern |
| 20 | Liechtenstein (bandiera) | C     | Nicolas Hasler         |
| 21 | Germania (bandiera)      | D     | Axel Borgmann          |
| 22 | Svizzera (bandiera)      | P     | Benjamin Siegrist      |
| 22 | Svizzera (bandiera)      | D     | Florian Stahel         |
| 24 | Svizzera (bandiera)      | C     | Maurice Brunner        |
| 25 | Croazia (bandiera)       | C     | Stjepan Kukuruzović    |
| 27 | Svizzera (bandiera)      | C     | Philipp Muntwiler      |
| 29 | Svizzera (bandiera)      | D     | Mario Bühler           |
| 32 | Albania (bandiera)       | A     | Armando Sadiku         |
| 33 | Paraguay (bandiera)      | A     | Mauro Caballero        |
| 35 | Svizzera (bandiera)      | P     | Oliver Klaus           |
| 36 | Svizzera (bandiera)      | C     | Robin Kamber           |
| 37 | Germania (bandiera)      | C     | Dejan Janjatović       |

## Organigramma societario
Area tecnica
- Allenatore: Giorgio Contini
- Allenatore in seconda: Daniel Hasler
- Preparatore dei portieri: Sebastian Selke
- Preparatori atletici: Harry Körner
- Medico sociale: dr. Alexander Gohm
- Fisioterapista: Manuel Nef
- Massaggiatore: Marc Flammer
- Coordinatore tecnico/Scout: Ralf Oehri

## Calciomercato

### Sessione estiva
| Acquisti | Acquisti            | Acquisti      | Acquisti |
| R.       | Nome                | da            | Modalità |
| -------- | ------------------- | ------------- | -------- |
| C        | Maurice Brunner     | Bienne        |          |
| C        | Marco Mathys        | San Gallo     |          |
| D        | Marvin Pfründer     | Köniz         |          |
| P        | Benjamin Siegrist   | Wycombe       |          |
| A        | Gonzalo Zárate      | Thun          |          |
| P        | Pascal Albrecht     | San Gallo II  |          |
| D        | Axel Borgmann       | Schalke 04 II |          |
| D        | Thomas Fekete       | Bienne        |          |
| A        | Albion Avdijaj      | Wolfsburg II  |          |
| P        | Christian Baldinger | Basilea II    |          |
| D        | Mario Bühler        | Wohlen        |          |
| A        | Mauro Caballero     | Aves          |          |
| C        | Moreno Costanzo     | Aarau         |          |
| C        | Robin Kamber        | Servette      |          |
| C        | Stjepan Kukuruzović | Ferencváros   |          |
| C        | Ali Messaoud        | Willem II     |          |

| Cessioni | Cessioni            | Cessioni    | Cessioni |
| R.       | Nome                | a           | Modalità |
| -------- | ------------------- | ----------- | -------- |
| C        | Kristian Kuzmanovic | Sciaffusa   |          |
| D        | Naser Aliji         | Basilea     |          |
| C        | Steven Lang         | San Gallo   |          |
| P        | Andreas Hirzel      | Amburgo     |          |
| A        | Nico Abegglen       | Wohlen      |          |
| D        | Vinzenz Flatz       | Konolfingen |          |
| C        | Hekuran Kryeziu     | Lucerna     |          |
| A        | Pak Kwang-ryong     | Bienne      |          |
| D        | Mario Sara          | SC Ritzing  |          |

### Sessione invernale
| Acquisti | Acquisti         | Acquisti     | Acquisti |
| R.       | Nome             | da           | Modalità |
| -------- | ---------------- | ------------ | -------- |
| D        | Levent Gülen     | Grasshoppers |          |
| C        | Dejan Janjatović | San Gallo    |          |
| A        | Armando Sadiku   | Zurigo       |          |

| Cessioni | Cessioni        | Cessioni   | Cessioni |
| R.       | Nome            | a          | Modalità |
| -------- | --------------- | ---------- | -------- |
| C        | Ramon Cecchini  | Winterthur |          |
| C        | Markus Neumayr  | Lucerna    |          |
| P        | Pascal Albrecht | San Gallo  |          |

## Risultati

### Super League

#### Prima fase, girone di andata
| Arbitro: | Schärer |

|                                 |           |  |
| Delgado 10’ (rig.) Kakitani 80’ | Marcatori |  |

| Arbitro: | Klossner |

|                    |           |                               |
| Muntwiler 28’, 48’ | Marcatori | 45’ (rig.) Sadiku 71’ Etoundi |

| Arbitro: | Erlachner |

|               |           |  |
| Josipovic 75’ | Marcatori |  |

| Arbitro: | Hänni |

|              |           |              |
| Costanzo 71’ | Marcatori | 73’ Carlitos |

| Arbitro: | Schnyder |

|                                         |           |                                   |
| Costanzo 24’ Messaoud 77’ Burgmeier 81’ | Marcatori | 22’ Dabour 37’ Ravet 79’ Gjorgjev |

| Arbitro: | Fähndrich |

|                     |           |  |
| Frontino 27’ (rig.) | Marcatori |  |

| Arbitro: | Klossner |

|                 |           |  |
| Kukuruzović 82’ | Marcatori |  |

| Arbitro: | Schnyder |

|                                             |           |  |
| Bertone 1’ Steffen 21’ Kubo 33’ Nuzzolo 82’ | Marcatori |  |

| Arbitro: | Erlachner |

|            |           |                            |
| Grippo 45’ | Marcatori | 52’ Schneuwly 85’ Affolter |

#### Prima fase, girone di ritorno
| Arbitro: | Gut |

|  |           |                 |
|  | Marcatori | 74’ Kukuruzović |

| Arbitro: | Pache |

|                     |           |             |
| Reinmann 56’ (aut.) | Marcatori | 48’ Sulmoni |

| Arbitro: | Hänni |

|             |           |               |
| Neumayr 31’ | Marcatori | 27’ Sulejmani |

| Arbitro: | Jaccottet |

|               |           |                 |
| Schneuwly 63’ | Marcatori | 87’ Kukuruzović |

| Arbitro: | Fähndrich |

|            |           |                        |
| Avdijaj 2’ | Marcatori | 6’ Bjarnason 80’ Janko |

| Arbitro: | Schärer |

|         |           |             |
| Nef 29’ | Marcatori | 69’ Avdijaj |

| Arbitro: | Pache |

|                      |           |  |
| Caio 86’ Kamberi 90’ | Marcatori |  |

| Arbitro: | Fähndrich |

|                    |           |              |
| Neumayr 84’ (rig.) | Marcatori | 3’ Sabbatini |

| Arbitro: | Hänni |

|               |           |                           |
| Tafer 7’, 41’ | Marcatori | 12’ Burgmeier 28’ Avdijaj |

#### Seconda fase, girone di andata
| Arbitro: | Amhof |

|                           |           |                                                          |
| Sabbatini 69’ Bottani 76’ | Marcatori | 3’ Grippo 45’, 60’ Sadiku 67’ Kukuruzović 89’ Janjatović |

| Arbitro: | Schärer |

|           |           |            |
| Bühler 8’ | Marcatori | 90’ Gerndt |

| Arbitro: | Erlachner |

|                                                    |           |           |
| Lang 51’ Fransson 57’ Zuffi 66’ Bjarnason 72’, 87’ | Marcatori | 8’ Bühler |

| Arbitro: | Jaccottet |

|            |           |                   |
| Sadiku 52’ | Marcatori | 25’ (rig.) Dabour |

| Arbitro: | Pache |

|                          |           |  |
| Itaperuna 25’ Karlen 87’ | Marcatori |  |

| Vaduz 12 marzo 2016, ore 17:45 CET 24ª giornata | Vaduz    | 0 – 0 referto | Thun | Rheinpark (2 612 spett.)\| Arbitro: \| Schnyder \| |
| Arbitro:                                        | Schnyder |               |      |                                                    |

| Arbitro: | Jaccottet |

|  |           |                                               |
|  | Marcatori | 54’ Chiumiento 61’ (rig.) Bua 74’ (rig.) Buff |

| Arbitro: | San |

|                                                                     |           |            |
| Neumayr 10’ (rig.), 16’ (rig.) Schneuwly 33’ Schneuwly 68’ Hyka 74’ | Marcatori | 12’ Bühler |

| Arbitro: | Hänni |

|                                      |           |  |
| Costanzo 4’ Sadiku 8’ Janjatović 38’ | Marcatori |  |

#### Seconda fase, girone di ritorno
| Arbitro: | Bieri |

|                                            |           |                                                     |
| Hoarau 29’, 54’, 61’ Ravet 30’ Vilotić 49’ | Marcatori | 34’ (aut.) Lecjaks 42’ Sadiku 76’ Stahel 78’ Grippo |

| Arbitro: | Schnyder |

|                           |           |                        |
| Munsy 41’ Rapp 73’ (rig.) | Marcatori | 53’ Ciccone 88’ Stahel |

| Vaduz 24 aprile 2016, ore 16:00 CEST 30ª giornata | Vaduz    | 0 – 0 referto | Basilea | Rheinpark (5 543 spett.)\| Arbitro: \| Klossner \| |
| Arbitro:                                          | Klossner |               |         |                                                    |

| Arbitro: | Schärer |

|           |           |                                        |
| Salli 75’ | Marcatori | 9’, 42’ Costanzo 74’ von Niederhäusern |

| Arbitro: | Erlachner |

|                |           |                                    |
| Janjatović 35’ | Marcatori | 63’ (rig.) Jantscher 86’ Schneuwly |

| Arbitro: | Fähndrich |

|                        |           |  |
| Sadiku 31’ (rig.), 73’ | Marcatori |  |

| Arbitro: | Amhof |

|                   |           |                            |
| Dabour 20’ (rig.) | Marcatori | 15’ Costanzo 23’ Muntwiler |

| Vaduz 22 maggio 2016, ore 16:00 CEST 35ª giornata | Vaduz     | 0 – 0 referto | Lugano | Rheinpark (6 023 spett.)\| Arbitro: \| Erlachner \| |
| Arbitro:                                          | Erlachner |               |        |                                                     |

| Arbitro: | San |

|                                 |           |             |
| Kecojević 67’ Buff 69’ Koch 76’ | Marcatori | 58’ Avdijaj |

### Coppa del Liechtenstein
| 3 novembre 2015, ore 20:00 CET Quarti di finale | Ruggell | 0 – 4 | Vaduz |  |

| 5 aprile 2016, ore 19:30 CEST Semifinale | Eschen/Mauren | 1 – 2 | Vaduz |  |

| 4 maggio 2016, ore 18:30 CEST Finale | Vaduz | 11 – 0 | Schaan |  |

### Europa League

#### Fase di qualificazione
| Arbitro: | Peljto |

|  |           |                                                          |
|  | Marcatori | 5’ Schürpf 26’ Sutter 41’ Pergl 79’ Abegglen 90’ Ciccone |

| Arbitro: | Baliyan |

|                                                    |           |             |
| Kamber 25’, 33’ Schürpf 41’ Muntwiler 71’ Lang 84’ | Marcatori | 74’ Tommasi |

| Arbitro: | Reinert |

|                              |           |           |
| Ciccone 20’ Neumayr 53’, 90’ | Marcatori | 86’ Wakui |

| Arbitro: | Crangle |

|  |           |                         |
|  | Marcatori | 59’ Caballero 74’ Aliji |

| Thun 30 luglio 2015, ore 19:30 CEST Terzo turno | Thun   | 0 – 0 referto | Vaduz | Stockhorn Arena (3 407 spett.)\| Arbitro: \| Kehlet \| |
| Arbitro:                                        | Kehlet |               |       |                                                        |

| Arbitro: | Kovács |

|                          |           |                     |
| Costanzo 32’ Neumayr 45’ | Marcatori | 38’ Rojas 65’ Buess |

## Statistiche

### Statistiche di squadra
| Competizione            | Punti | In casa | In casa | In casa | In casa | In casa | In casa | In trasferta | In trasferta | In trasferta | In trasferta | In trasferta | In trasferta | Totale | Totale | Totale | Totale | Totale | Totale | DR  |
| Competizione            | Punti | G       | V       | N       | P       | Gf      | Gs      | G            | V            | N            | P            | Gf           | Gs           | G      | V      | N      | P      | Gf     | Gs     | DR  |
| ----------------------- | ----- | ------- | ------- | ------- | ------- | ------- | ------- | ------------ | ------------ | ------------ | ------------ | ------------ | ------------ | ------ | ------ | ------ | ------ | ------ | ------ | --- |
| Super League            | 36    | 18      | 3       | 11      | 4       | 20      | 20      | 18           | 4            | 4            | 10           | 24           | 40           | 36     | 7      | 15     | 14     | 44     | 60     | -16 |
| Europa League           | -     | 3       | 2       | 1       | 0       | 10      | 4       | 3            | 2            | 1            | 0            | 7            | 0            | 6      | 4      | 2      | 0      | 17     | 4      | +13 |
| Coppa del Liechtenstein | -     | 1       | 1       | 0       | 0       | 11      | 0       | 2            | 2            | 0            | 0            | 6            | 1            | 3      | 3      | 0      | 0      | 17     | 1      | +16 |
| Totale                  | 36    | 24      | 7       | 13      | 4       | 46      | 27      | 25           | 9            | 5            | 11           | 39           | 45           | 49     | 16     | 18     | 15     | 85     | 72     | +13 |

### Andamento in campionato
| Giornata  | 1 | 2 | 3  | 4  | 5 | 6  | 7 | 8 | 9  | 10 | 11 | 12 | 13 | 14 | 15 | 16 | 17 | 18 | 19 | 20 | 21 | 22 | 23 | 24 | 25 | 26 | 27 | 28 | 29 | 30 | 31 | 32 | 33 | 34 | 35 | 36 |
| --------- | - | - | -- | -- | - | -- | - | - | -- | -- | -- | -- | -- | -- | -- | -- | -- | -- | -- | -- | -- | -- | -- | -- | -- | -- | -- | -- | -- | -- | -- | -- | -- | -- | -- | -- |
| Luogo     | T | C | T  | C  | C | T  | C | T | C  | T  | C  | C  | T  | C  | T  | T  | C  | T  | T  | C  | T  | C  | T  | C  | C  | T  | C  | T  | T  | C  | T  | C  | C  | T  | C  | T  |
| Risultato | P | N | P  | N  | N | P  | V | P | P  | V  | N  | N  | N  | P  | N  | P  | N  | N  | V  | N  | P  | N  | P  | N  | P  | P  | V  | P  | N  | N  | V  | P  | V  | V  | N  | P  |
| Posizione | 9 | 9 | 10 | 10 | 9 | 10 | 7 | 9 | 10 | 7  | 7  | 8  | 8  | 9  | 9  | 10 | 9  | 10 | 9  | 9  | 10 | 10 | 10 | 9  | 10 | 10 | 9  | 10 | 10 | 10 | 9  | 9  | 8  | 8  | 8  | 8  |

Legenda:

Luogo: C = Casa; T = Trasferta. Risultato: V = Vittoria; N = Pareggio; P = Sconfitta.

### Statistiche dei giocatori
| Giocatore            | Super League | Super League | Super League | Super League | Europa League Qual. | Europa League Qual. | Europa League Qual. | Europa League Qual. | Totale   | Totale | Totale      | Totale     |
| Giocatore            | Presenze     | Reti         | Ammonizioni  | Espulsioni   | Presenze            | Reti                | Ammonizioni         | Espulsioni          | Presenze | Reti   | Ammonizioni | Espulsioni |
| -------------------- | ------------ | ------------ | ------------ | ------------ | ------------------- | ------------------- | ------------------- | ------------------- | -------- | ------ | ----------- | ---------- |
| N. Abegglen          | 0            | 0            | 0            | 0            | 1                   | 1                   | 0                   | 0                   | 1        | 1      | 0           | 0          |
| P. Albrecht          | 0            | 0            | 0            | 0            | 0                   | 0                   | 0                   | 0                   | 0        | 0      | 0           | 0          |
| N. Aliji             | 7            | 0            | 2            | 0            | 5                   | 1                   | 1                   | 0                   | 12       | 1      | 3           | 0          |
| A. Avdijaj           | 23           | 4            | 2            | 1            | 0                   | 0                   | 0                   | 0                   | 23       | 4      | 2           | 1          |
| C. Baldinger         | 0            | 0            | 0            | 0            | 0                   | 0                   | 0                   | 0                   | 0        | 0      | 0           | 0          |
| A. Borgmann          | 20           | 0            | 1            | 0            | 0                   | 0                   | 0                   | 0                   | 20       | 0      | 1           | 0          |
| F. Burgmeier         | 18           | 2            | 3            | 0            | 0                   | 0                   | 0                   | 0                   | 18       | 2      | 3           | 0          |
| M. Bühler            | 23           | 3            | 4            | 1            | 3                   | 0                   | 0                   | 0                   | 26       | 3      | 4           | 1          |
| M. Caballero         | 15           | 0            | 3            | 0            | 3                   | 1                   | 0                   | 0                   | 18       | 1      | 3           | 0          |
| R. Cecchini          | 5            | 0            | 0            | 0            | 4                   | 0                   | 0                   | 0                   | 9        | 0      | 0           | 0          |
| D. Ciccone           | 33           | 1            | 9            | 0            | 6                   | 2                   | 1                   | 0                   | 39       | 3      | 10          | 0          |
| M. Costanzo          | 33           | 6            | 6            | 0            | 2                   | 1                   | 0                   | 0                   | 35       | 7      | 6           | 0          |
| T. Fekete            | 2            | 0            | 0            | 0            | 0                   | 0                   | 0                   | 0                   | 2        | 0      | 0           | 0          |
| S. Grippo            | 34           | 3            | 6            | 1            | 5                   | 0                   | 2                   | 0                   | 39       | 3      | 8           | 1          |
| L. Gülen             | 17           | 0            | 3            | 0            | 0                   | 0                   | 0                   | 0                   | 17       | 0      | 3           | 0          |
| N. Hasler            | 9            | 0            | 2            | 0            | 3                   | 0                   | 0                   | 0                   | 12       | 0      | 2           | 0          |
| A. Hirzel            | 0            | 0            | 0            | 0            | 1                   | 0                   | 0                   | 0                   | 1        | 0      | 0           | 0          |
| D. Janjatović        | 15           | 3            | 2            | 1            | 0                   | 0                   | 0                   | 0                   | 15       | 3      | 2           | 1          |
| P. Jehle             | 34           | 0            | 2            | 0            | 2                   | 0                   | 0                   | 0                   | 36       | 0      | 2           | 0          |
| R. Kamber            | 15           | 0            | 1            | 0            | 6                   | 2                   | 1                   | 0                   | 21       | 2      | 2           | 0          |
| D. Kaufmann          | 9            | 0            | 5            | 0            | 0                   | 0                   | 0                   | 0                   | 9        | 0      | 5           | 0          |
| O. Klaus             | 2            | 0            | 0            | 0            | 3                   | 0                   | 0                   | 0                   | 5        | 0      | 0           | 0          |
| S. Kukuruzović       | 35           | 4            | 1            | 0            | 4                   | 0                   | 0                   | 0                   | 39       | 4      | 1           | 0          |
| K. Kuzmanovic        | 0            | 0            | 0            | 0            | 2                   | 0                   | 0                   | 0                   | 2        | 0      | 0           | 0          |
| S. Lang              | 1            | 0            | 0            | 0            | 3                   | 1                   | 0                   | 0                   | 4        | 1      | 0           | 0          |
| A. Messaoud          | 22           | 1            | 1            | 0            | 3                   | 0                   | 0                   | 0                   | 25       | 1      | 1           | 0          |
| P. Muntwiler         | 25           | 3            | 8            | 1            | 4                   | 1                   | 1                   | 0                   | 29       | 4      | 9           | 1          |
| M. Neumayr           | 14           | 2            | 2            | 0            | 6                   | 3                   | 1                   | 0                   | 20       | 5      | 3           | 0          |
| P. Pergl             | 4            | 0            | 0            | 0            | 4                   | 1                   | 2                   | 0                   | 8        | 1      | 2           | 0          |
| A. Sadiku            | 16           | 7            | 2            | 0            | 0                   | 0                   | 0                   | 0                   | 16       | 7      | 2           | 0          |
| P. Schürpf           | 0            | 0            | 0            | 0            | 3                   | 2                   | 0                   | 0                   | 3        | 2      | 0           | 0          |
| F. Stahel            | 20           | 2            | 2            | 0            | 3                   | 0                   | 1                   | 0                   | 23       | 2      | 3           | 0          |
| M. Sutter            | 7            | 0            | 0            | 0            | 3                   | 1                   | 0                   | 0                   | 10       | 1      | 0           | 0          |
| J. Untersee          | 21           | 0            | 4            | 0            | 0                   | 0                   | 0                   | 0                   | 21       | 0      | 4           | 0          |
| N. von Niederhäusern | 24           | 1            | 4            | 2            | 4                   | 0                   | 0                   | 0                   | 28       | 1      | 4           | 2          |